# Sossina M. Haile
Sossina M. Haile (sinh ngày 28 tháng 7 năm 1966) là một nhà hóa học người Mỹ gốc Ethiopia, được biết đến với việc phát triển các tế bào nhiên liệu axit rắn đầu tiên. Bà là giáo sư Khoa học Vật liệu và Kỹ thuật tại Đại học Northwestern, Illinois, Hoa Kỳ.
Haile nhận giải thưởng thuộc Quỹ khoa học quốc gia NSF gồm giải Nghiên cứu viên trẻ quốc gia (năm 1994-1999), Humboldt Fellowship (năm 1992-1993), học bổng Fulbright (năm 1991–1992), và học bổng nghiên cứu hợp tác nghiên cứu AT&T (năm 1986–1992). Học bổng Humboldt và học bổng Fulbright đã hỗ trợ nghiên cứu của bà tại Viện Max Planck für Festkörperforschung [Viện nghiên cứu trạng thái rắn] ở Stuttgart, Đức (năm 1991 đến năm 1993). Bà giành được giải thưởng J.B. Wagner năm 2001 của bộ phận vật liệu nhiệt độ cao của hội điện hóa, giải thưởng Coble 2000 từ Hiệp hội gốm sứ Hoa Kỳ và giải thưởng Robert Lansing Hardy TMS năm 1997.

## Nghiên cứu
Trung tâm nghiên cứu của Haile nghiên cứu về sự dẫn ion trong chất rắn. Mục tiêu của bà là hiểu các cơ chế chi phối vận chuyển ion và áp dụng sự hiểu biết đó vào sự phát triển của các chất điện phân rắn tiên tiến và các thiết bị điện hóa trạng thái rắn mới. Các ứng dụng của dây dẫn nhanh ion bao gồm pin, cảm biến, bơm ion và pin nhiên liệu. Pin nhiêu liệu là mối quan tâm đặc biệt của bà.